# Francisco Ortega Jiménez
Francisco Ortega Jiménez (1905-c. 1952) va ser un polític espanyol.

## Biografia
Va néixer a Jaén en 1905. Es va afiliar al Partit Comunista (PCE) en 1931, dins del qual arribaria a ser secretari d'organització del PCE a la província de Jaén.
Després de l'esclat de la Guerra civil es va unir a les milícies republicanes. S'integraria en el batalló «Milícies de Jaén», i formà part del seu Estat Major, i participaria en diverses accions militars en el front de Còrdova. Posteriorment va passar a formar part del comissariat polític de l'Exèrcit Popular de la República. En qualitat de tal exerciria com a comissari del III Cos d'Exèrcit, en el front del Centre. Algun temps després assumiria el càrrec de comissari inspector de l'Exèrcit de Llevant, càrrec que va mantenir fins al final de la contesa. Amb la derrota republicana va haver de marxar a l'exili, instal·lant-se a la Unió Soviètica.
Durant la Segona Guerra Mundial va ser responsable polític d'una unitat de guerrillers formada per comunistes espanyols. El PCE l'hauria situat com a comissari per a controlar al comandant Domingo Ungría Navarro; aquest no trigaria en considerar Ortega com una «molèstia», raó per la qual tots dos van mantenir una mala relació.
Va morir a Txecoslovàquia cap a 1952.